# Ryōhei Shirasaki
Ryōhei Shirasaki (jap. 白崎 凌兵, Shirasaki Ryōhei; * 18. Mai 1993 in Chōfu, Präfektur Tokio) ist ein japanischer Fußballspieler.

## Karriere
Ryōhei Shirasaki erlernte das Fußballspielen in der Jugendmannschaft des FC Tokyo sowie in der Schulmannschaft der Yamanashi Gakuin High School. Seinen ersten Vertrag unterschrieb er 2012 bei Shimizu S-Pulse. Der Club aus Shimizu spielte in der höchsten Liga des Landes, der J1 League. Von August 2013 bis Dezember 2014 wurde er an den Zweitligisten Kataller Toyama nach Toyama ausgeliehen. Für den Club spielte er 50-mal in der J2 League. 2015 musste er mit Shimizu in die zweite Liga absteigen. Ein Jahr später stieg er mit dem Club als Vizemeister direkt wieder in die erste Liga auf. Für Shimizu absolvierte er insgesamt 114 Spiele. 2019 wechselte er zum Ligakonkurrenten Kashima Antlers nach Kashima. Im August 2021 wechselte er auf Leihbasis zum ebenfalls in der ersten Liga spielenden Sagan Tosu. Für den Verein aus Tosu absolvierte er 12 Erstligaspiele. Nach der Ausleihe kehrte er zu den Antlers zurück. Hier wurde jedoch sein Vertrag nicht verlängert. Am 1. Februar 2022 unterzeichnete er einen Vertrag bei seinem ehemaligen Verein, dem Erstligisten Shimizu S-Pulse. Am Ende der Saison 2022 musste er mit dem Verein als Tabellenvorletzter in die zweite Liga absteigen. Im August 2024 wechselte er bis Saisonende 2024 auf Leihbasis zum Erstligisten FC Machida Zelvia. Hier bestritt er 14 Ligaspiele. Nach der Ausleihe wurde er im Januar 2025 von Machida fest unter Vertrag genommen.

## Erfolge
Shimizu S-Puls
- Japanischer Pokalsieger: 2012

Kashima Antlers
- Japanischer Pokalfinalist: 2019